# Mentheville
Mentheville là một xã thuộc tỉnh Seine-Maritime trong vùng Normandie miền bắc nước Pháp.

## Dân số
| 1962                                 | 1968 | 1975 | 1982 | 1990 | 1999 | 2006 |
| ------------------------------------ | ---- | ---- | ---- | ---- | ---- | ---- |
| 152                                  | 166  | 127  | 137  | 133  | 158  | 213  |
| Từ năm 1962: Dân số không tính trùng |      |      |      |      |      |      |